# 吴迪 (篮球运动员)
吴迪（1993年10月27日—），中国女子篮球运动员，场上位置是得分后卫，曾随中国国家队参加2016年夏季奧林匹克運動會女子篮球比赛，最终获得第10名。